# عزیز دل (فیلم ۲۰۱۹)
عزیز دل (به انگلیسی: Sweetness in the Belly) یک فیلم درام محصول سال ۲۰۱۹ به کارگردانی زرسنای برهان مهاری است که بر اساس رمانی به همین نام اثر کامیلا گیب ساخته شده‌است.
این فیلم اولین نمایش جهانی خود را در جشنواره بین‌المللی فیلم تورنتو ۲۰۱۹ انجام داد.

## داستان
فیلم عزیز دل دربارهٔ زندگی فردی به نام لیلی ابدال است که در دوران کودکی‌اش با والدین خود که انگلیسی هستند به آفریقا سفر می‌کند. پدر و مادر لیلی در انگلیس فوت می‌شوند و این اتفاق باعث می‌شود تا او نیز در آفریقا ماندگار شود.

## تولید
فیلمبرداری در نوامبر ۲۰۱۸ در دوبلین آغاز شد. تولید این فیلم نیز در هرر انجام شد.

## بازخوردها
بر اساس رای ۱۰ منتقد، با میانگین ۶٫۶ از ۱۰ در وب سایت جمع‌آوری نقد راتن تومیتوز دارای ۴۰ درصد تاییدیه است.